# Roger Marage
Pour les articles homonymes, voir Marage.
Roger Marage né à Pont-à-Mousson (Meurthe-et-Moselle) le 5 juillet 1922 et mort à Sainte-Anne-d'Auray (Morbihan) le 21 juin 2012 est un peintre et graveur français.

## Biographie
Fils de Pierre Marage, militaire devenu préfet du Morbihan, Roger Marage est l'aîné de trois fils. Son frère Paul est médecin et son cadet Jean travailla dans l'industrie. La famille habitait avenue du général-Leclerc.
Attiré par la peinture et la gravure, il entre en 1940 à l'école régionale des beaux-arts de Rennes, dirigée Pierre Galle qui enseigne également. Il a pour professeur de dessin et peinture Mathurin Méheut, et en perspective il reçoit les cours de l'architecte Raymond Cornon, et en anatomie, ceux de Théophile Lemonnier. En 1945, il est admis à l'École nationale supérieure des beaux-arts de Paris dans les ateliers de Robert Cami, professeur et chef d'atelier de gravure en taille douce, et d'Édouard Goerg.
En 1947, il devient enseignant à l'École des beaux-arts de Paris, où il travaille jusqu'en 1982.
Il dessine les paysages de Bretagne, dont il est tombé amoureux et où il achète une maison de campagne à Sainte-Anne-d'Auray. Il dessine aussi la Vendée, la Provence, l'Espagne et l'Italie. En 1989, il crée à Garches une société spécialisée dans le secteur d'activité des arts du spectacle vivant.
Peintre et graveur, Roger Marage s'intéresse particulièrement aux natures mortes et à l'architecture. Il travaille à l'eau-forte et au burin sur cuivre, rehaussant ses œuvres de traits d'encre de Chine.
Il meurt dans sa propriété de Sainte-Anne-d'Auray et est inhumé dans le caveau familial de Pont-à-Mousson.
Chantal Marage, sa veuve, a créé un « prix Roger-Marage » en dessin, doté de 1 000 euros, décerné par la Fondation Taylor à un artiste figuratif, membre de la fondation. On compte parmi les lauréats le peintre Carlos Braché (2022).

## Œuvres

### Œuvres dans les collections publiques
Roger Marage est représenté dans les collections de seize musées français et internationaux.
- Laval, musée de la Perrine.
- Le Faouët, musée du Faouët : fonds d'une trentaine de dessins et gravures[8].
- Metz, bibliothèque municipale : L'Abbatiale des Prémontrés, estampe.
- Nancy, musée des Beaux-Arts : donation.
- Paris :
  - département des estampes et de la photographie de la Bibliothèque nationale de France.
  - École nationale supérieure des beaux-arts.
- Pont-à-Mousson, Musée au fil du papier : fonds de 70 estampes, don de l'artiste en 2007.
- Rennes, école des beaux-arts.

### Ouvrages illustrés
- Œuvres du Roi Stanislas, Choix présenté et préfacé par René Taveneaux Professeur à l'Université de Nancy, Eaux-fortes de Roger Marage, Beaux Livres Grands Amis, 1966,  édition d'art pour commémorer le bicentenaire du rattachement de la Lorraine à la France, trois cents exemplaires tirés sur vélin pur fil de Rives, dont 150 exemplaires numérotés de I à CL pour les sociétaires de Beaux Livres Grandes Amis.
- Alain Thiébaut, Arlequin entre soleil et paille, 1980.
- Charles Péguy, La Tapisserie de Notre Dame, quatre eaux-fortes de Roger Marage, quatre pointes sèches de Maxime Juan, cinq burins d'Albert Decaris, 1981.
- Pierre Séjournant, Les Hachures Luministes, 2006[9].
- Roger Marage, André Yves Breton, Gravures de Roger Marage, Mulhouse, Société Godefroy Engelmann, Bibliothèque municipale, 1973, 15 p.
- Maurice Barrès, La Colline inspirée.

### Publication
- Roger Cailleté (1915-1998), 1999.

## Salons
- Salon de Maisse.
- Salon de Garches.
- Salon de Rueil-Malmaison.
- Du 19 au 27 février 2005 : Salon de la Société lorientaise des beaux-arts, 24 dessins, gravures et aquarelles, dont Lavandières de Pont-Scorff, 1952, dessin ; Les Géants Tutélaires, 1993 ; Ciel et eau, dessin[10].

## Expositions
- 1973 : bibliothèque municipale de Mulhouse et la Société Godefroy Engelmann, Rétrospective de Roger Marage.
- Du 24 février au 19 mars 1989 : château d'Homécourt, Graveurs de Lorraine, avec Jean Davo, Jacques Hallez, André Jacquemin, Roger Marage et Jean Morette.
- 2009 : Pont-à-Mousson, Musée au fil du papier, exposition Roger Marage à la suite de sa donation de 70 œuvres, gravures et estampes.

## Récompenses
- Grand prix des beaux-arts de la Ville de Paris en 1954.
- Grand prix Baudry de gravure de la Fondation Taylor en 1990.
- Prix de la gravure au Salon de la Société lorientaise des beaux-arts en 2000.
- Lauréat de l'Institut de France.
- Médaille d'argent de la Ville de Paris.

### Iconographie
- Autoportrait, 1956, gravure, Paris, Bibliothèque nationale de France.